# النهار الجديد (جريدة جزائرية)
جريدة النهار الجديد هي جريدة يومية جزائرية مستقلة تصدر عن شركة الأثير للصحافة في حيدرة بالجزائر العاصمة، صدرت عام 2007. تعتبر هذه الجريدة أول يومية إخبارية مستقلة في الجزائر تصدر عن صحافيين لم يعملا في الصحافة الحكومية من قبل، كما أنها لا تتبع لأي حزب سياسي. يدير هذه الجريدة أنيس رحماني الذي كان قد اشتغل من قبل مدير تحرير جريدة جريدة الشروق اليومي. يتم سحب جريدة النهار الجديد في أربع مطابع وهي موجودة في الجزائر العاصمة، وهران، قسنطينة، وورقلة. يصل سحبها اليومي إلى 400 ألف نسخة وتضم الجريدة العديد من الصحفيين الذين يعتبرون من أعمدة الجريدة، فإلى جانب رئيسة التحرير سعاد عزوز وهي من كبار المحققين ضمن صحيفة «الخبر» سابقا نجد كلا من محمد بوسري، دليلة بلخير، حبيبة محمودي، نشيدة قوادري، الإعلامي وائل، سامي سي يوسف، ووسيم بن عورة. وكل هؤلاء من الجيل الجديد في قطاع الصحافة لكنهم أثبتوا مكانة وتفوقا كبيرا في الميدان...

## وصلات خارجية
- الموقع الرسمي لجريدة النهار الجديد بالعربية